# Tutti amiamo senza fine
Tutti amiamo senza fine è il terzo album in studio del gruppo musicale italiano Siberia, pubblicato il 29 novembre 2019 per l'etichetta Sugar Music.